# 류쑹런
류쑹런(劉松仁, 유송인, 스페인어: Damian Lau 데미안 라우[*], 초기 예명은 류쑹제(劉松杰, 유송걸), 1949년 10월 14일 ~ )은 중화인민공화국 홍콩 특별행정구의 연극배우, 영화배우, 텔레비전 연기자, 영화감독, 영화연출가, 텔레비전 드라마 연출가이다. 홍콩에서 출생하여 지난날 한때 중화인민공화국 광둥성 차오저우에서 잠시 유아기를 보낸 적이 있다.

## 생애
1968년 류쑹제(劉松杰)라는 예명으로 연극배우 첫 데뷔하였으며 5년 후 1973년 류쑹런(劉松仁) 본명으로 텔레비전 드라마에 첫 출연하였고 이때부터 류쑹런(劉松仁) 본명으로 연기자 활동하였으며 1976년 영화 《북두성(北斗星)》으로 영화배우 데뷔하였고 1986년 영화 《난세영웅난세정(亂世英雄亂世情)》으로 영화감독 데뷔하였으며 1994년 영화 《인선피인기(人善被人欺)》로 영화연출가 데뷔하였다. 이후 텔레비전 드라마 연출가로도 활약하였다.

## 주요 출연작

### 영화
- 선학신침
- 동방삼협
- 동방삼협2
- 삼국지:용의부활-조조

### TV 드라마
- 보보경심
- 보보경정
- 벽혈청천진주기
- 의천도룡기
- 연향ㅡ사랑의향기